# Ла Гранде Кверча Векија (Кампобасо)
Ла Гранде Кверча Векија је насеље у Италији у округу Кампобасо, региону Молизе.
Према процени из 2011. у насељу је живело 13 становника. Насеље се налази на надморској висини од 516 м.